# 金星11號
金星11號是蘇聯的金星計畫中其中一台探測器。屬於一個無人探測任務，於1978年9月9日3:25:39發射。目的為研究金星大氣、宇宙射線、太陽風離子等，由一台飛掠器與一台著陸器所組成